# Anton Jožef Edvard Strahl
Anton Jožef Edvard pl. Strahl (antón jóžef édvard štrál), slovenski pravnik in plemič, * 28. april 1817, Novo mesto, † 26. september 1884, Stara Loka.

## Življenjepis
Oče Friderik Anzelm Strahl (1784-1821) je izviral iz stare turinške patricijske družine, živeče v Erfurtu. Mati Terezija Justina Demšar je bila hči Jožefa, lastnika starološkega gradu od leta 1755 dalje. Friderik Strahl je bil komaj dve leti lastnik gradu v Stari Loki, ko je umrl za posledicami poškodb, nekoč dobljenih v bitki pri Aspernu.
Skrbnik dveh mladoletnih otrok, Heriete in Edvarda, je postal mamin brat Franc Ksaver Demšar, ki je bil pravnik. Tako kot stric je tudi Edvard doštudiral pravo in se po njegovem nasvetu zaposlil bliže Stari Loki. Po opravljenih izpitih je prvo službo dobil v Ljubljani. Leta 1844 se je poročil s hčerko predsednika Deželnega sodišča v Ljubljani, Cecilijo pl. Petenegg. Zato so ga prestavili v Gorico. Pozneje je bil prestavljen v Trebnje. Leta 1873 je s posebno diplomo dobil avstrijsko dedno plemstvo in viteštvo. 
Leta 1861 je bil kot predstavnik veleposestnikov izvoljen v prvi kranjski deželni zbor. Bil je tudi ljubljanski občinski odbornik. Ko je zbolel je začel zbirati slike, del jih je podedoval po stricu Demšarju. Zbral je dragoceno zbirko slik in drugih starinskih predmetov. Objavljal je tudi drobne prispevke o umetnosti in pohištvu.